# Loci critici
Se denomina loci critici (en lat., 'lugares críticos'), en Crítica Textual, a aquellos fragmentos largos de una obra que son cotejados en la collatio para poder establecer una clasificación provisional de la tradición diplomática.
Cuando se presentan dificultades en la comparación de los textos en toda su extensión, se seleccionan una serie de loci critici, es decir, una serie de fragmentos que sean especialmente significativos por sus destacadas corrupciones textuales (supresiones, errores, interpolaciones o sustitución de una lectio difficilior por una lectio facilior).